# Comunicaciones Fútbol Club
O Comunicaciones Fútbol Club, também conhecido como Comunicaciones, é um clube de futebol guatemalteco, com sede na Cidade da Guatemala.

## História
Foi fundado em 1949, com o nome Club Social y Deportivo Comunicaciones, e além de ser um dos clubes mais bem sucedidos do país, protagoniza o maior clássico da Guatemala, com o Municipal. Possui 30 títulos e é o maior campeão do país. Manda seus jogos no Estádio Cementos Progreso, com capacidade para 16 mil lugares.
É o único time guatemalteco que enfrentou o Real Madrid de Gento, Puskás e Di Stéfano, o Santos de Pelé, e o Boca Juniors de Maradona. Também é reconhecido pela IFFHS como a segunda melhor equipe da CONCACAF no século XX, ficando atrás do Deportivo Saprissa.

## Uniforme
- Uniforme titular: Camisa branca com detalhes azuis, calção branco e meias brancas;
- Uniforme reserva: Camisa preta com detalhes azuis, calção preto e meias pretas;
- Terceiro uniforme: Camisa azul-celeste com detalhes pretos, calção preto e meias brancas.

## Elenco profissional
- : Capitão
- : Prata da casa (Jogador da base)
- : Jogador lesionado/contundido

## Títulos

### Internacionais
- Liga dos Campeões da CONCACAF: 1 vez (1978).
- Vice-Campeonato da Liga dos Campeões da CONCACAF: 2 vezes (1962 e 1969).
- Vice-Campeonato da Recopa da CONCACAF: 1 vez (1991).
- Copa Interclubes da UNCAF: 2 vezes (1971 e 1983).
- Vice-Campeonato Copa Interclubes da UNCAF : 3 vezes (1976, 1977 e 2003).
- CONCACAF League: 1 vez (2021)

### Nacionais
- Liga Nacional de Guatemala: 31 vezes (1956, 1957/58, 1959/60, 1968/69, 1970/71, 1971, 1972, 1977, 1979/80, 1981, 1982, 1985/86, 1990/91, 1994/95, 1996/97, 1997/98, 1998/99, 1999/00 (Apertura), 2000/01 (Clausura), 2002/03 (Apertura), 2002/03 (Clausura), 2008 (Apertura), 2009 (Apertura), 2011 (Apertura), 2012 (Apertura), 2013 (Clausura), 2013 (Apertura), 2014 (Clausura), 2014 (Apertura), 2015 (Clausura), 2021 (Clausura)